# Neurogomphus dissimilis
Neurogomphus dissimilis é uma espécie de libelinha da família Gomphidae.
Pode ser encontrada nos seguintes países: Malawi, Namíbia, Zâmbia e Zimbabwe.
Os seus habitats naturais são: rios.